# تصنيف السيارات
تصنيف السيارات يسمح بوضع كل سيارة ضمن فئتها ليسهل مقارنتها بالسيارات الأخرى المشابهة لها بصورة صحيحة. غير أن التصانيف الموجودة حاليًا غير موحدة، هذا ما يسبب العديد من الفوارق سواء بين المصنعين أو الدول. أصل هذا الاختلاف يعود للحقيقة القائلة: بأن جميع أنواع السيارات ليست شائعة في جميع البلدان، ومن جهة أخرى، فإن اسم سيارة ما قد يختلف حسب المنطقة.
إن السيارات يمكن تصنيفها وفقًا لمعايير مختلفة من حيث: الحجم، أو الوزن، ونوع الاستخدام، وكذلك شكل الهيكل، نوع المحرك، وكذا نوعية ناقل السرعة، مستوى المعدات، ومستوى التخصيص والتحويل. وبطبيعة الحال، فإن كل نموذج من السيارات له اسم تجاري يميزه عن غيره. بصورة عامة، هناك مجموعة من التصنيفات هي متداولة بشكل واسع في أمريكا الشمالية، ومجموعة أخرى تفهم إلى حد ما في سياقات اللغة الإنكليزية في أوروبا.

## سيارة مايكرو Microcar

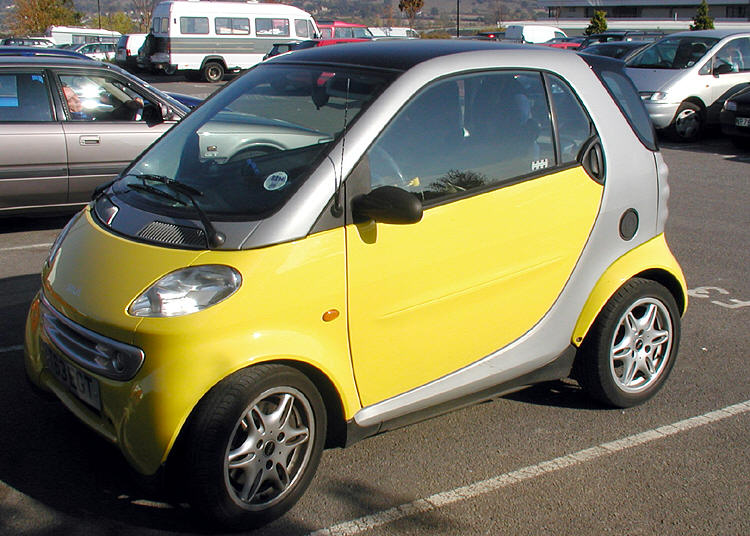
سمارت فورتو

هذا الصنف من السيارات يمكن وصفه بالحد بين السيارة والدراجة النارية. فهذه المركبات ذات محرك صغير بحجم تحت 1.0 لتر. وعادة بمقعدين اثنين فقط للركاب. بعضها مزود بثلاث عجلات، في حين أن الغالبية لها أربع.
اشتهر هذا الصنف في أوروبا ما بعد الحرب. ولمظهرها أطلق عليها سيارة فقاعة ثانية". وأحدث سليل هو سمارت فورتو.
أمثلة أخرى:
- مسريشميت ميكرو سيارة
- سوبارو 360

## سيارة الهاتشباك، سيارة صالون (السيدان)

### سيارة المدينة

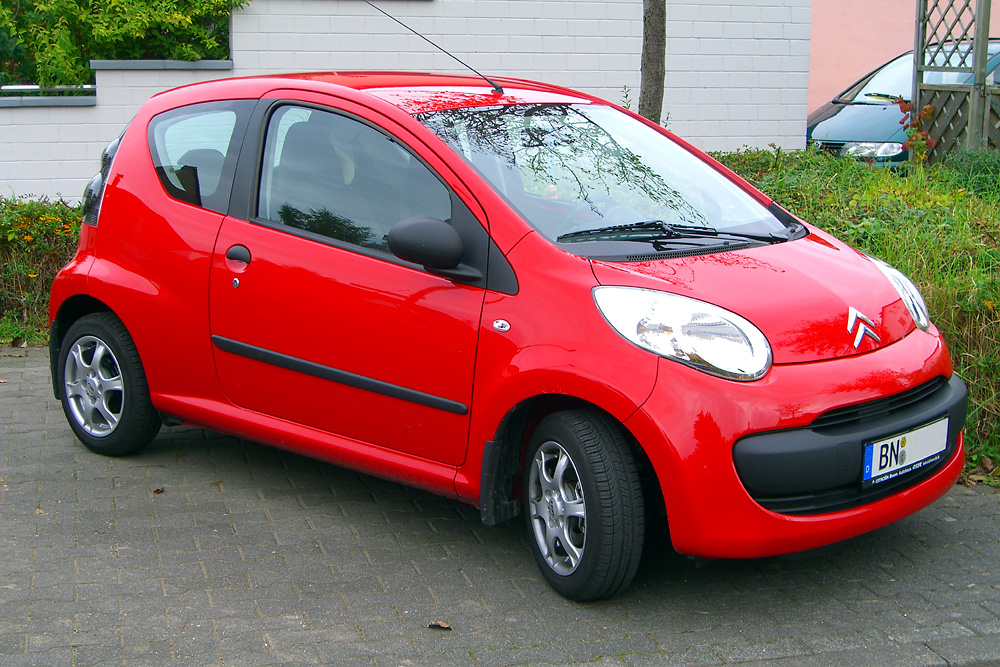
سيتروين سي1

سيارة المدينة (بالإنجليزية: City car)‏ هي السيارات الصغيرة المخصصة للاستخدام في المناطق الحضرية خلافا للميكرو سيارة، فإن سيارة المدينة تتميز بسرعة وقدرة أكبر، ونظريا أكثر أمانا لحماية الركاب في بيئات مختلفة. في اليابان، سيارات المدينة تسمى سيارة كي. تزاوج سيارات كى بين حجم سيارة صغير وحجم المحرك محدود: يكون الحد الأقصى للمحركات 660 سم3 وطول السيارة يجب أن يكون تحت 3400 ملم.
أمثلة من السيارات كى :
- دايهاتسو ميرا (كيور أو شاراد في بعض أسواق التصدير)
- هوندا فوز
- سوزوكي ألتو

أمثلة للسيارات المدينة:
- فيات باندا
- فورد كا
- تاتا نانو

### سيارة صغيرة
تصنيف معروف بـ Supermini car في أوروبا، Subcompact car في أمريكا الشمالية. السيارة الصغيرة لديها ثلاث أو أربع أو خمس أبواب، وهي مصممة لأربع مقاعد مريحة. الهاتشباك صغيرة الحالية بطول يقارب 3900 مم، وبينما الصالون والاستيات فنحو 4200 ملم طولا.
في أوروبا، أول سيارة صغيرة كانت فيات 500 لعام 1957 اوستن ميني لعام 1959. اليوم، السيارة الصغيرة أو سوبرميني هي بعض من أفضل السيارات مبيعا في أوروبا.
أمثلة عن سوبرميني:
- فورد فييستا
- فيات بونتو
- فولكس فاجن بولو

### سيارة عائلية صغيرة / سيارة مدمجة
السيارة العائلية الصغيرة (بالإنجليزية: Small family car)‏ أو السيارة المدمجة (بالإنجليزية: Compact car)‏ يرجع إلى أطول سيارات الهاتشباك الصالون والاستايت بحجم مماثل. حوالي 4250 ملم طولا في حالة الهاتشباك و4500 ملم في حالة السيارات الصالون والاستايت. تفسح السيارة المدمجة الفضاء للخمسة البالغين وعادة ما يكون محركها بين 1.4 و2.2 ليتر. وهي أكثر السيارات شعبية في معظم البلدان المتقدمة.
أمثلة من السيارات العائلية الصغيرة هاتشباك / السيارات المدمجة:
- فورد فوكوس
- تويوتا كورولا
- ميتسوبيشي لانسر

هذه الفئة تعادل الفئة «السيارات العائلية الصغيرة» في EuroNCAP. في أستراليا، يشار إليها عموما بالسيارة الصغيرة والمتوسطة الحجم.

### سيارة عائلية كبيرة/ سيارة متوسطة الحجم
السيارة العائلية الكبيرة (Large family car) أو السيارة متوسطة الحجم (Mid-size car) تتمتع بغرفة لخمسة أشخاص بالغين وعرض أكبر. محركاتها أقوى من محركات السيارة العائلية الصغيرة أو السيارات الصغيرة. إذ تتميز بست أسطوانات وهو أكثر شيوعا مما هو عليه في السيارات الأصغر حجما. أحجام السيارات تختلف من منطقة إلى أخرى، في أوروبا، نادرا ما تكون السيارات العائلية الكبيرة أطول من 4700 مم، أما في أمريكا الشمالية والشرق الأوسط وأستراليا فإنها قد تتجاوز بكثير 4800 ملم.
أمثلة من السيارات العائلية الكبيرة / السيارات متوسطة الحجم:
- فورد مونديو
- سيتروين C5
- تويوتا كامري

هذه الفئة تقابل فئة «سيارة عائلية كبيرة» في EuroNCAP. ومعروفة في أستراليا بـ سيارة متوسطة الحجم.

### سيارة كبيرة

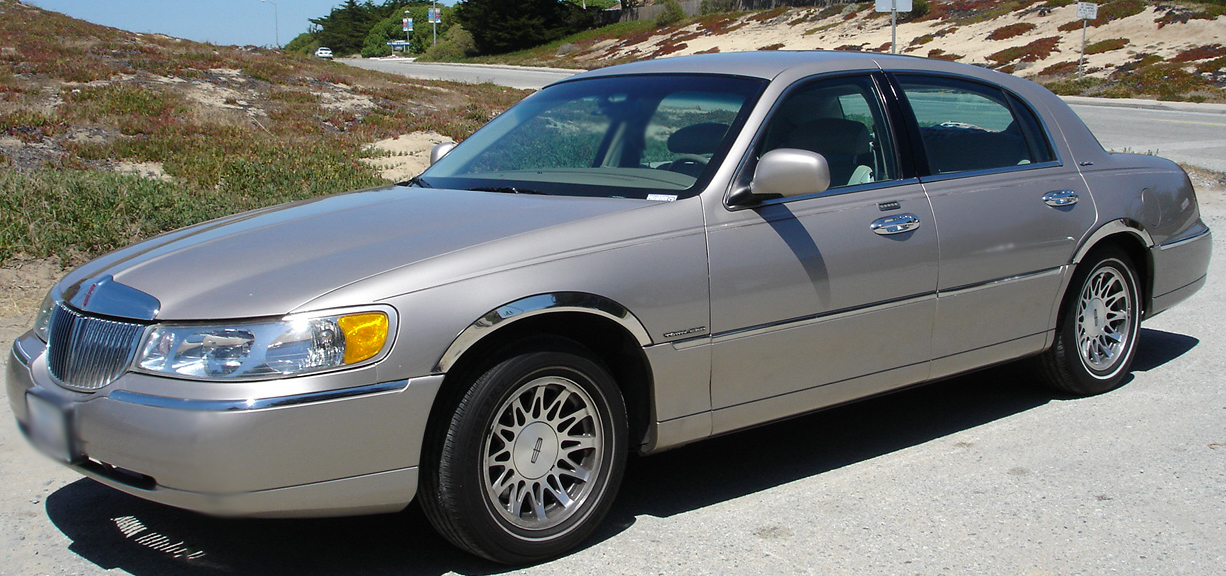
لينكولن تاون كار

سيارة كبيرة (بالإنجليزية: Full-size car)‏، هو مصطلح يستخدم في معظم أمريكا الشمالية والشرق الأوسط وأستراليا، حيث يشير إلى أكبر سيارة سيدان في السوق. السيارات الكبيرة قد تكون أطول بكثير من 4900 ملم قمرة واسعة.
أمثلة على كامل حجم السيارات:
- كرايسلر 300 / دودج تشارجر
- فورد كراون فيكتوريا
- تويوتا افالون

### السيارة التنفيذية المدمجة / السيارات الفاخرة (مستوى دخول)
السيارات الفاخرة (مستوى منخفض) تعادل السيارات العائلية الكبيرة والصغيرة. قوية بمحركات ست أو ثماني أسطوانات، ولكن قمرة وصندوق أمتعة أصغر مما هو عليه في سيارات أخرى «غير الفاخرة». والسبب هو الحاجة لاستيعاب محرك كبير.
أمثلة من السيارات التنفيذية المدمجة / السيارات الفاخرة (مستوى دخول):
- بي ام دبليو سلسلة 3
- ليكزس أي.اس
- لينكولن مكز

هذه الفئة تعادلها فئة «سيارة عائلية كبيرة» في EuroNCAP.

### سيارة تنفيذية / سيارة فاخرة (مستوى متوسط)
السيارات التنفيذية (بالإنجليزية: Executive car)‏ أو السيارات الفاخرة هي سيارات أكبر من السيارة العائلية الكبيرة / سيارة متوسطة الحجم والسيارة التنفيذية المدمجة / السيارة الفاخرة (مستوى دخول). وعادة ما تكون فسيحة وقوية وفاخرة، مما يجعلها أغلى من سيارات «صالون».
أمثلة من السيارات التنفيذية / السيارات الفاخرة:
- أودي أي6
- جاغوار إكس اف
- مرسيدس بنز الفئة إي

هذه الفئة ما يعادل فئة «السيارات التنفيذية» في EuroNCAP.

### السيارات الفاخرة الكبيرة
السيارات الفاخرة الكبيرة (Luxury vehicle) هي عادة سيارات صالون بأربعة أبواب، إلا أنها أقوى منها بفضل محركات الثماني أواثني عشر أسطوانة والمعدات أكثر من النماذج الفاخرة أصغر.
أمثلة على السيارات الفاخرة الكبيرة:
- بي ام دبليو السلسلة 7
- لكزس ال.اس
- مرسيدس بنز الفئة اس

هذه الفئة تعادل فئة «السيارات التنفيذية» في EuroNCAP.

## السيارات الرياضية

### السيارات الرياضية المدمجة
السيارة الرياضية المدمجة Sport compact هي سيارة صغيرة عالية الأداء، وعادة بشكل هاتشباك، وبمعايير سوبرمينيس أو السيارات العائلية الصغيرة مع تحسين الأداء والتصميم. تحظى بشعبية كبيرة في أوروبا، وأول سيارة كانت فولكس فاجن غولف جي.تي.آي. في أمريكا الشمالية تسوق عادة سيارات صالون أو كوبيه بدلا من الهاتشباك.
أمثلة للرياضية المدمجة:
- دودج اس.آر.تي-4
- نيسان سنترا الخامس المواصفات
- ميتسوبيشي لانسر
- سيتروين ساكسو فتر
- هوندا سيفيك آر
- فولكس فاجن جولف جي.تي.آي

### سيارات صالون الرياضية / سيارات سيدان الرياضية
هي إصدارات عالية الأداء من سيارات صالون. تقر أحيانا للإنتاج كسيارات رياضية مثل سيارات صالون العادية، بأربع أو خمس مقاعد.
أمثلة من سيارات صالون الرياضية / سيارات سيدان الرياضية:
- بي ام دبليو أم5
- دودج تشارجر إس آر تي ال 8
- فورد مونديو ST200

### سيارة رياضية

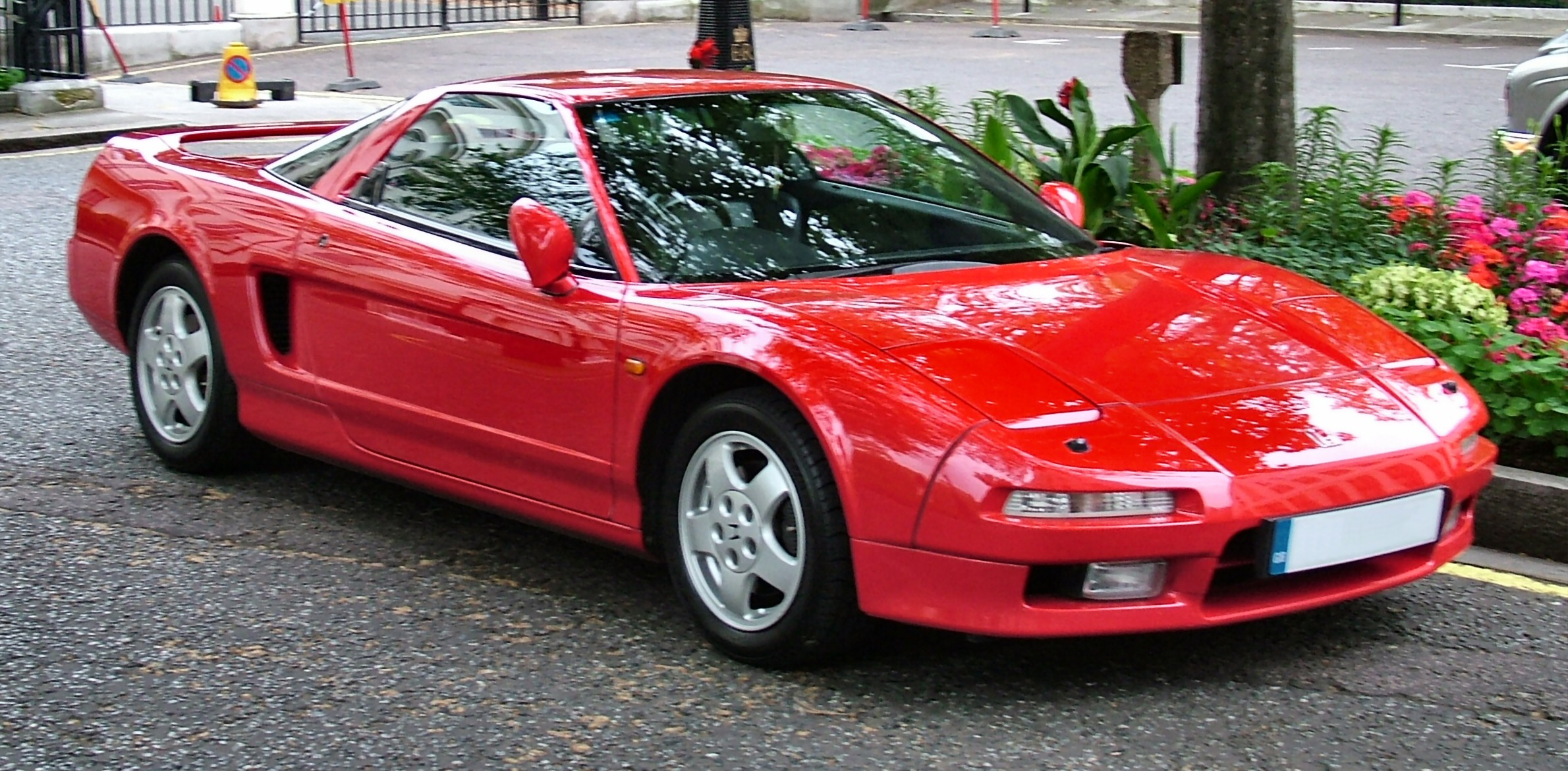
هوندا

سيارة هذه الفئة صغيرة وخفيفة الوزن تجمع بين الأداء والثبات. مستوحاة غالبا من سيارات السباق أومشتقة من سيارة سباق حقيقية.
أمثلة من السيارات الرياضية:
- شيفروليه كورفيت
- أم جي نوع تي
- بورش

### سيارة جراند تورر

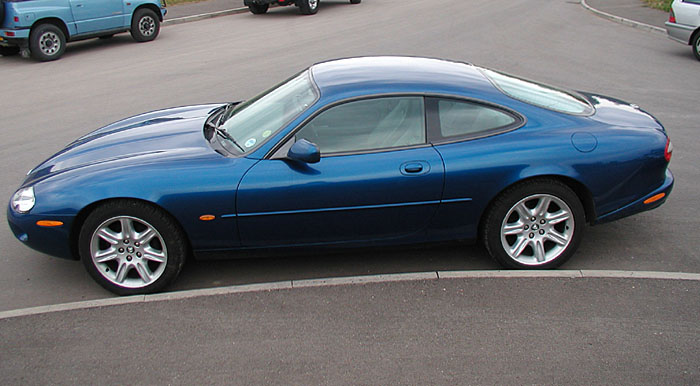
جاكوار XK8

أكبر وأقوى وأثقل من السيارات الرياضية، وهذه المركبات وعادة ما يكون الأب تخطيط والجلوس لمدة أربعة ركاب (2 +2). هذه هي أكثر تكلفة من السيارات الرياضية ولكن ليس كما سوبركرس مكلفة. بعض تورر الكبرى هي ناحية البناء.
أمثلة عن جراند تورر:
- أستون مارتن دي.بي9 كوبيه
- فيراري 612
- مازيراتي غراند توريزمو

### السوبر سيارة

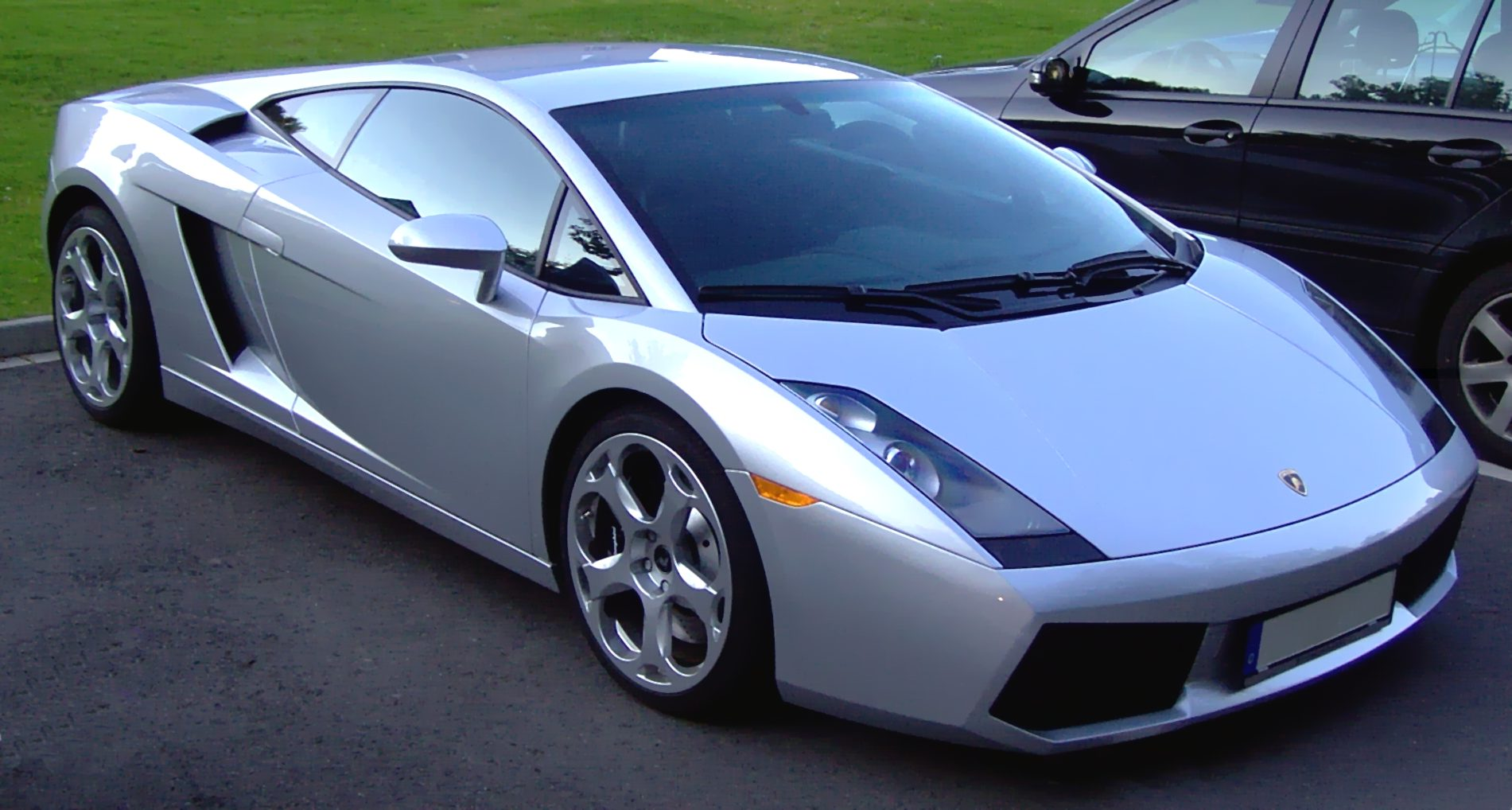
لامبورغيني غالاردو

السوبر سيارة (أو Supercar) هي سيارات فائقة الأداء، ومكلفة جدا ومترفة، وذات سرعة استثنائية. السوبر سيارة تحتوي عادة على أحدث التكنولوجيا المتطورة، وغالبا ما يتم تجميعها يدويا. فهي قد تكون أيضا سيارة لجلب الأنظار إلى علامة السيارة، الشركة المصنعة لها أو المجموعة الأم.
أمثلة السوبر سيارة:
- بوجاتي فيرون
- لامبورغيني مورسيلاغو
- بورشه كاريرا جي تي

### سيارة العضلات
سيارة العضلات (بالإنجليزية: Muscle car)‏ مصطلح يشير إلى السيارات فائقة الأداء.بمحرك قوي، مصنعة في معظم الأحيان في الولايات المتحدة الأمريكية وأستراليا.
أمثلة على سيارات العضلات الأمريكية:
- شيفروليه كامارو
- فورد موستنج
- دودج تشالنجر
- دودج تشارجر

### سيارة المهر
هي من السيارات الرياضية السريعة وتتميز بخطوط مبهرة لسيارة عالية الأداء

## سيارة مكشوفة
السيارة المكشوفة أو المتحولة هي السيارة التي تتميز بفتح السقف أو إغلاقه. والمعروفة أيضا كابريوليه أو رودستر.
أمثلة من السيارات المكشوفة:
- هوندا اس2000
- فولكسفاغن إيوس
- فولفو سي70

## سيارة الطرق الوعرة
سيارات الطرق الوعرة، أو "خارج الطريق المعبد" والتي يشار إليها أحيانا بسيارات الدفع الرباعي"، "أربع من أربع"، أو 4x4.

### سيارة رياضية نفعية

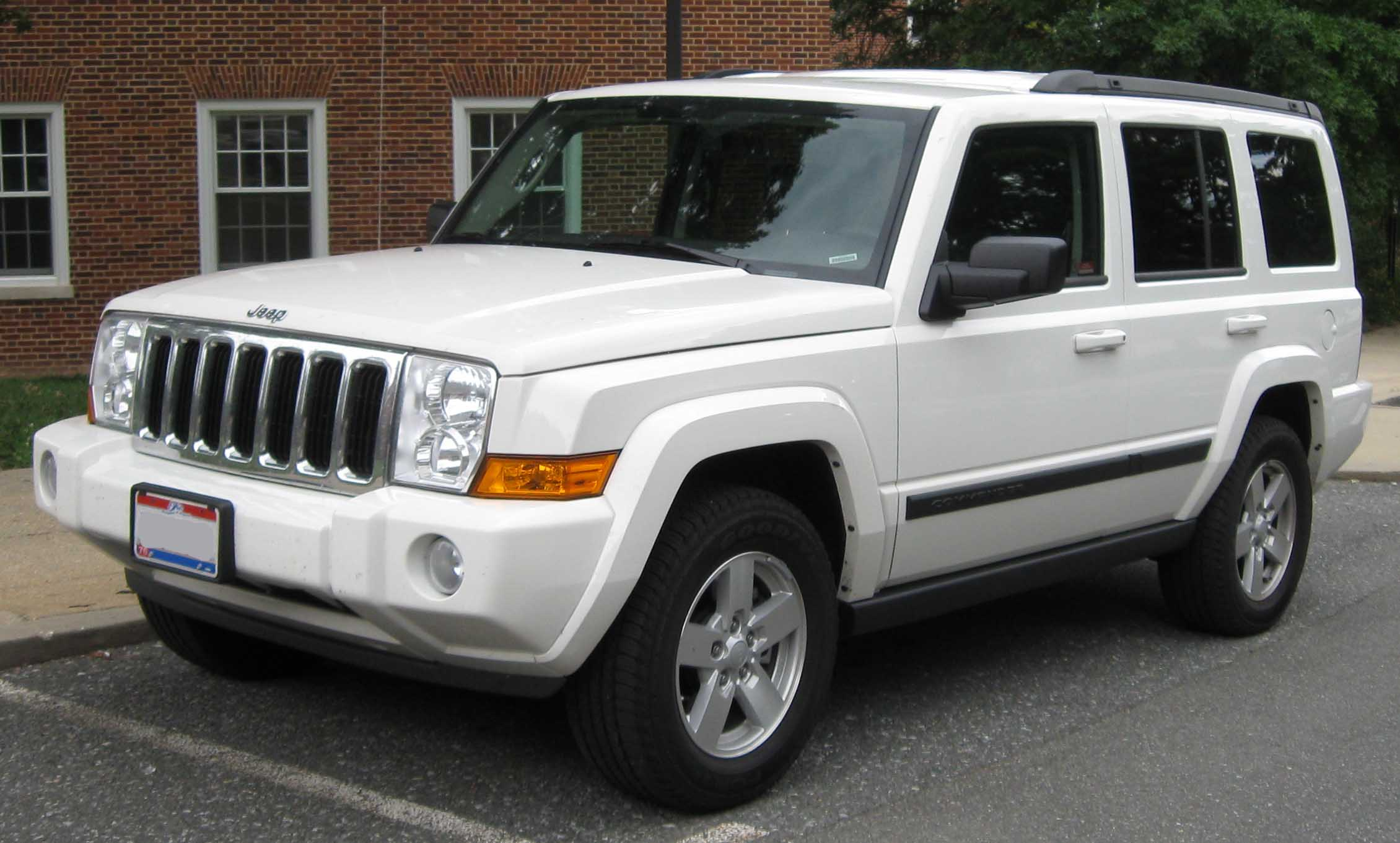
جيب كوماندر

سيارة رياضية نفعية (بالإنجليزية: Sport utility vehicle)‏ اس.يو.في هي من السيارات رباعية الدفع المناسبة للطرق الوعرة. تتميز غالبا بالارتفاع عن الأرض، وصندوق يشبه هيئة التصميم.
أمثلة من السيارات رباعية الدفع:
- أودي كيو7
- لاند روفر ديسكفري
- جيب غراند شيروكي

هذه الفئة ما يعادل فئة «سيارات طرق وعرة كبيرة» في EuroNCAP.

### كروس أوفر اس.يو.في

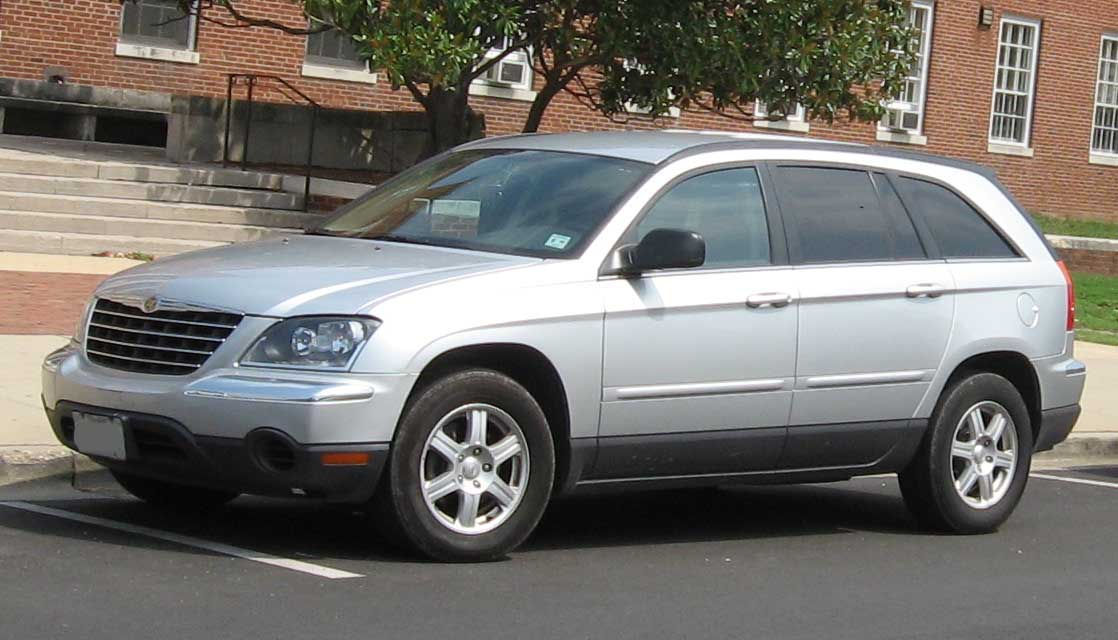
كرايسلر باسيفيكا تورينج

كروس أوفر اس.يو.في سيارات الدفع الرباعي مستمدة من منصة باعتماد هيكل واحد (بالفرنسية: monocoque)‏ مع بعض مزايا سيارات الطرق الوعرة، وأكثر انخفاضا من سيارات الدفع الرباعي. وشكلا قد تكون مشابهة لسيارات الطرق الوعرة التقليدية، أو لسيارات استايت وستيشن.
أمثلة من السيارات رباعية الدفع كروس:
- أودي كواترو أي6
- شفروليه اكينوكس
- تويوتا راف4

هذه الفئة ما يعادل فئة «سيارات الطرق الوعرة صغيرة» في EuroNCAP.

## سيارة متعددة الأغراض
سيارة متعددة الأغراض (بالإنجليزية: Multi-purpose vehicles (MPV))‏ اختصارا ام.بي.في، هي الفئة من السيارات التي تشبه سيارات استايت الطويلة. الكبيرة منها قد تتسع ثمانية ركاب، إضافة لحمولة أكبر من سيارات الهاتشباك أو استايت.
أمثلة عن ام.بي.في صغيرة:
- دايهاتسو جراند موف
- نيسان ناوت
- فوكسهول مريفا

أمثلة ام.بي.في مضغوطة:
- كرايسلر بي.تي كروزر
- فيات مولتيبلا
- فورد سي-ماكس

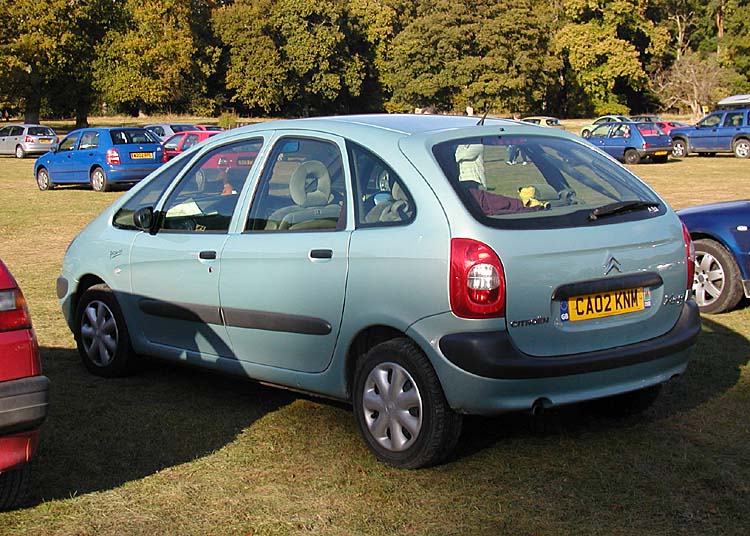
سيتروين كسارا بيكاسو

كلتا الفئتين هي ما يعادل الفئة EuroNCAP «ام.بي.في الصغيرة».
أمثلة ام.بي.في كبيرة:
- رينو اسباس
- كرايسلر فوياجر
- فورد غالاكسي
- تويوتا سيينا

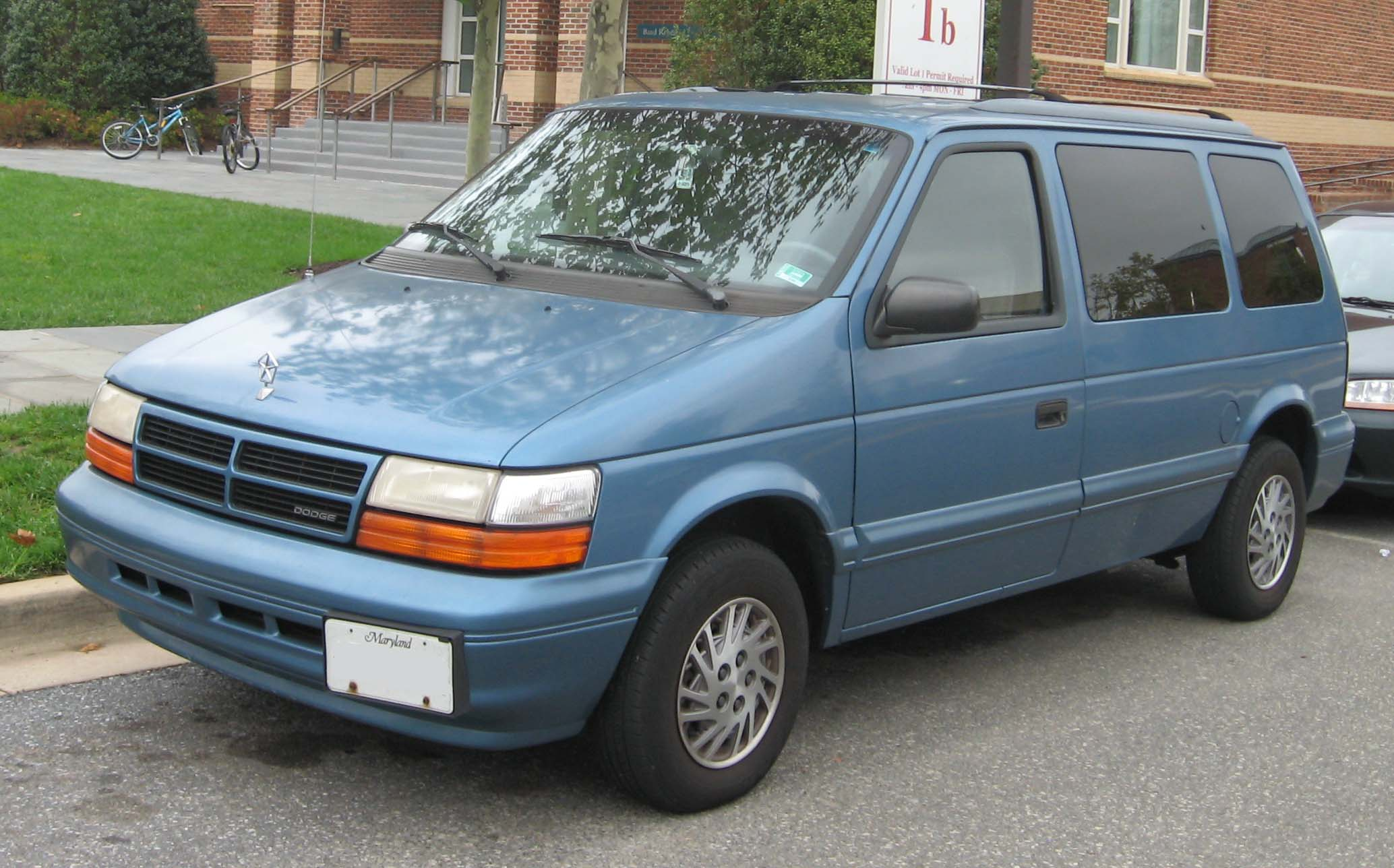
دودج غراند كارافان

هذه الفئة ما يعادل الفئة EuroNCAP «ام.بي.في».

## فان

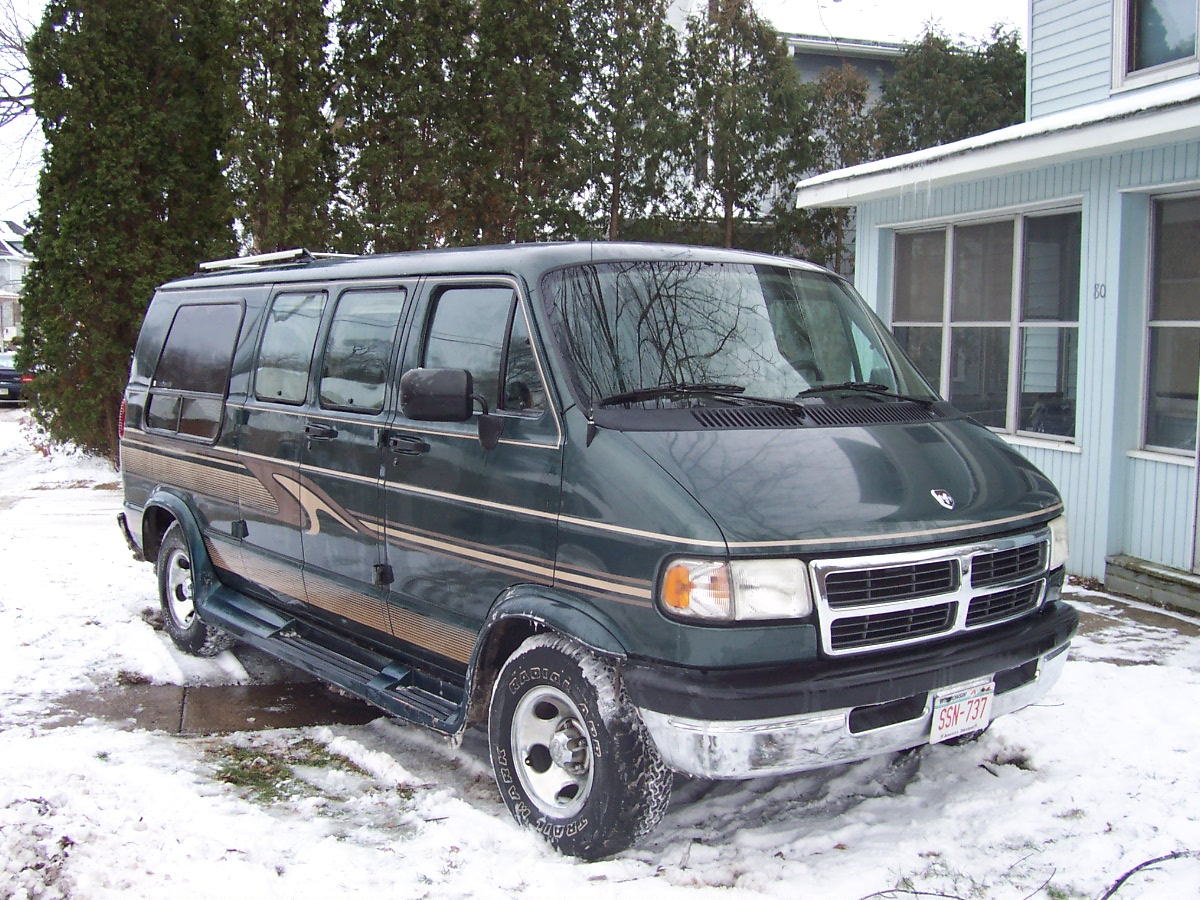
أمريكا فان التحويل

في الولايات المتحدة، مصطلح «فان» (بالإنجليزية: Van)‏ يشير إلى المركبات والتي مثلها مثل الميني باص الأوروبية، هي أكبر من ام.بي.في الكبيرة. تملك مساحة داخلية كبيرة للغاية، وغالبا ما تستعمل لنقل البضائع.
أمثلة عن عربات أمريكا الشمالية:
- دودج رام فان
- فورد السلسلة إي
- جي ام سي سافانا

أمثلة من عربات أوروبا:
- فورد ترانزيت
- فولكسفاغن ترانسبورتر
- مرسيدس بنز سبرنتر

## وصلات خارجية
- موقع EuroNCAP